# 花之安医院

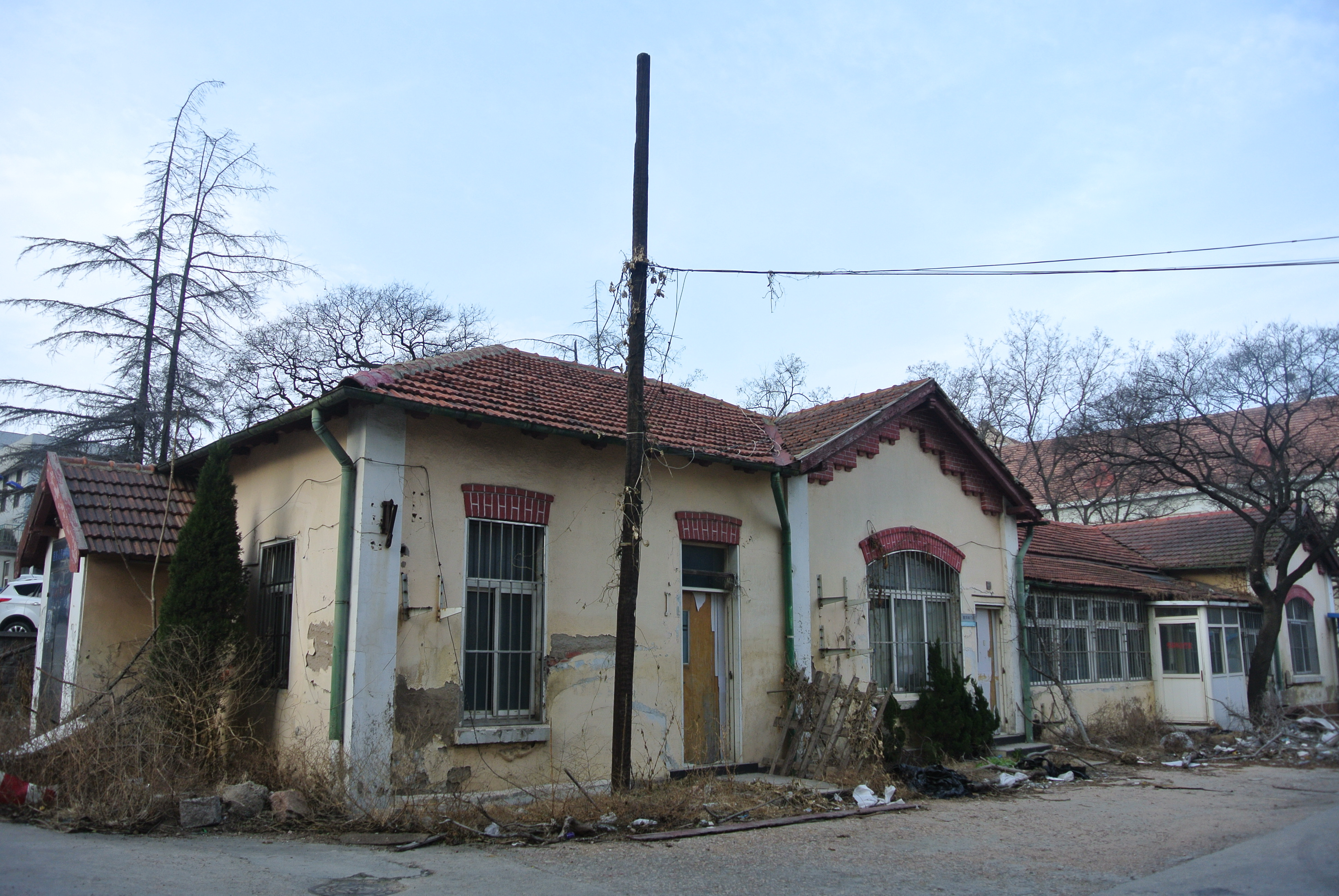
原花之安医院唯一保留的一栋建筑

36°04′46″N 120°19′18.2″E / 36.07944°N 120.321722°E
花之安医院（德語：Faber Hospital）为同善会于1901年在青岛开设的一所医院，曾用名文施医院（Wunsch Hospital）、华德医院，其地址位于今青岛市市北区武定路27号。

## 历史
1901年，德国同善会传教士尉礼贤在青岛教会山北坡创立了一家医院，命名为花之安医院，以纪念1899年病逝于青岛的德国同善会传教士花之安。部分资料以花之安德文名音译称之为福柏医院。医院设有40张病床，在台东镇和高密设有分院，专门为中国贫民免费治疗，每年在此就医人数达1万人次。1914年，医院改名为文施医院，以纪念1911年治疗患斑疹伤寒的中国工人时被感染而逝世的德国医生理查德·文施。1914年青岛战役期间，医院曾遭炮击受损。1927年，医院改名为华德医院。
1951年10月11日，华德医院由青岛市卫生局接管，改名为青岛工人医院。1954年1月1日，青岛工人医院与青岛市市立结核病防治所（1948年1月成立）合并为青岛市结核病防治院，设于武定路27号华德医院原址，1985年5月31日迁至小白干路（今重庆南路）536号。1983年6月1日，青岛市儿童医院在武定路华德医院、结核病防治院原址成立。1999年，青岛市儿童医院与其他数家医院机构合并为青岛市妇女儿童医院，武定路27号仍挂儿童医院牌子。2016年，儿童医院迁出此处，原址改建为一处私立医院。
原花之安医院院址如今仅有一栋建筑保留。